# Elementary OS
elementary OS (от англ. elementary — элементарный, простой) — дистрибутив Linux, основанный на Ubuntu LTS, который ориентирован в основном на нетехнических пользователей. elementary OS позиционирует себя как «быструю, открытую и конфиденциальную» замену macOS и Windows и использует модель «плати сколько хочешь». 
Использует собственную среду рабочего стола «Pantheon», которая также тестируется в репозиториях дистрибутивов Fedora и NixOS.

## Философия дизайна
Разработчики установили для себя три основных правила: «краткость», «избегать конфигураций» и «минимальная документация». HIG-руководства elementary OS направлены на незамедлительное использование с гладкой кривой обучаемости, нежели на полноценные настройки.
С момента своего создания elementary OS получила различные оценки своего дизайна. Wired заявляет, что она напоминает macOS визуально и с точки зрения взаимодействия с пользователем. Однако разработчики elementary утверждают, что любые сходства являются случайными.
Среда рабочего стола «Pantheon» глубоко интегрирована с другими приложениями elementary OS, такими как Plank (док-панель), Epiphany (веб-браузер по умолчанию, основанный на GNOME Web) и Code (текстовый редактор). В качестве оконного менеджера дистрибутива используется Gala, основанная на Mutter.

## Pantheon
Настольная среда Pantheon построена поверх GNOME, то есть GTK+, GDK, Cairo, GLib (включая GObject и GIO), GVFS и Tracker.
Приложения Pantheon являются либо форками текущих или старых приложений GNOME, либо написаны с нуля на Vala (компилируемый язык программирования):
- Pantheon Greeter: менеджер сеансов, основанный на LightDM[apps 1];
- Gala: менеджер окон[apps 2];
- Wingpanel: верхняя панель, аналогичная функции для верхней панели GNOME Shell[apps 3];
- Slingshot: приложение запуска, которое находится в WingPanel[apps 4];
- Plank: панель задач (основан на Docky)[apps 5][apps 6];
- Switchboard: панель управления[apps 7];
- Web (ранее Epiphany): веб-браузер по умолчанию, основанный на WebKitGTK+[apps 8];
- Mail: почтовая программа, написанная на Vala и WebKit[apps 9];
- Calendar: календарь, органайзер[apps 10];
- Tasks: список задач
- Music: аудиоплеер[apps 11];
- Code: текстовый редактор[apps 12];
- Terminal: эмулятор терминала[apps 13];
- Files (ранее Merlin): файловый менеджер[apps 14][apps 15];
- Installer: Установщик, созданный в партнерстве с System76.

Брайан Лундук из Network World написал, что среда рабочего стола Pantheon, центральная часть операционной системы, была одной из лучших в 2016 году. Pantheon также будет доступен как дополнительная находящаяся в разработке среда рабочего стола в GeckoLinux. Кроме того, elementary предлагает различные экспериментальные сборки, которые работают на устройствах с процессорами ARM, таких как Pinebook Pro и Raspberry Pi 4.

## Разработка
Первоначально дистрибутив был создан как сборка с набором тем и приложений, предназначенных для Ubuntu, которая позже стала самостоятельным дистрибутивом Linux. Будучи основанным на Ubuntu, он совместим со своими репозиториями и пакетами и использует собственный программный центр для обработки установки/удаления программного обеспечения. Его пользовательский интерфейс нацелен на то, чтобы быть интуитивным для новых пользователей, не потребляя слишком много ресурсов.
Elementary OS основана на выпусках Ubuntu с долгосрочной поддержкой, которые её разработчики активно поддерживают для устранения ошибок и безопасности в течение многих лет, в то время как продолжается разработка следующего выпуска.
Основатель elementary OS Дэнил Форе говорил, что проект создан не для того, чтобы соперничать с существующими проектами с открытым исходным кодом, а для расширения их общей аудитории. Также проект нацелен на создание вакансий с открытым исходным кодом через вознаграждение разработчиков за выполнение определённых задач. К 2016 году (к моменту выпуска Loki) было собрано и выплачено разработчикам 17 500 долларов США.

### 0.1 Jupiter
Первой стабильной версией elementary OS был 0.1 Jupiter, опубликованный 31 марта 2011 года, и версия была основана на Ubuntu 10.10. С октября 2012 года версия больше не поддерживается и, следовательно, больше не доступна для скачивания на официальном веб-сайте операционной системы, кроме исторических возможностей.

### 0.2 Luna

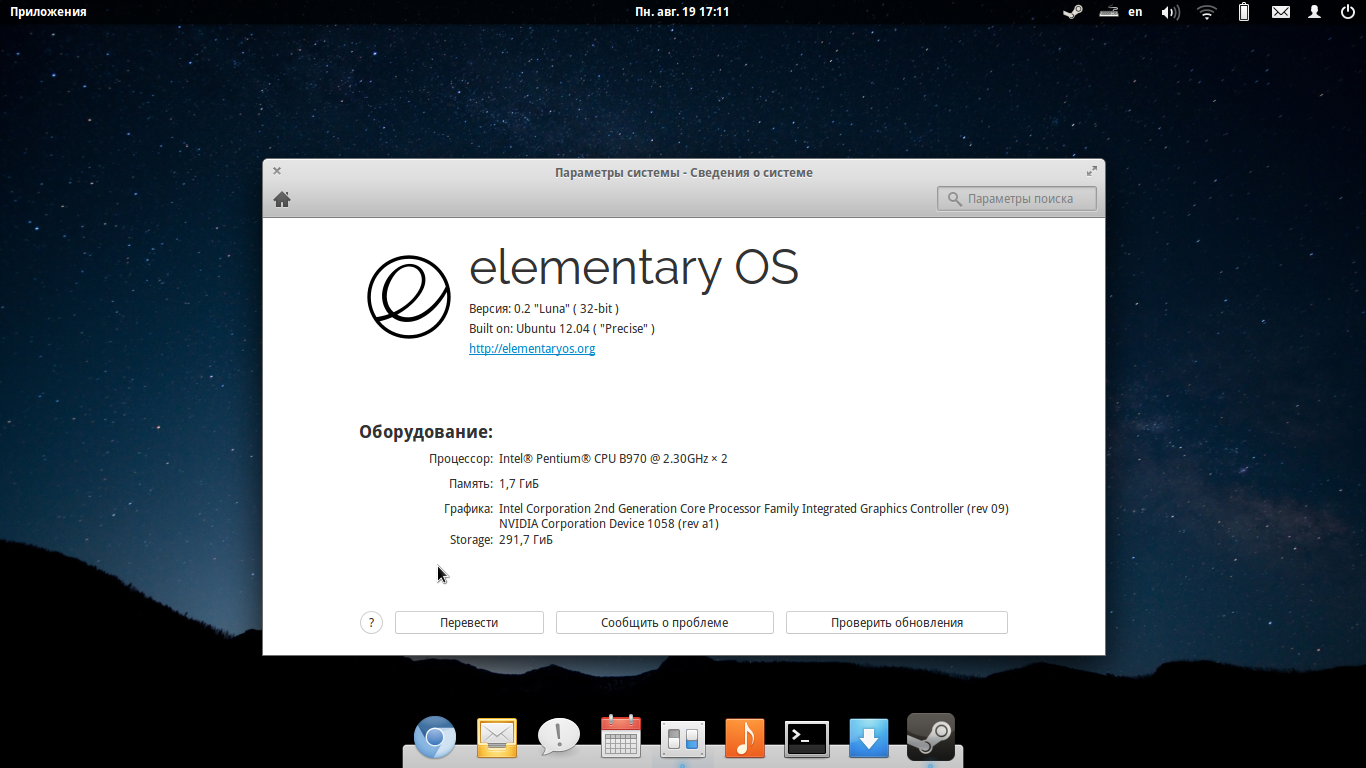
Скриншот elementary OS 0.2 "Luna"

В ноябре 2012 года была выпущена первая бета-версия elementary OS под кодовым названием Luna, которая основывается на Ubuntu 12.04 LTS. Вторая бета-версия Luna была выпущена 6 мая 2013 года с более, чем 300 исправлениями ошибок и несколькими изменениями, такими как улучшенная поддержка нескольких локализаций, поддержка нескольких дисплеев и обновлённые приложения. 7 августа 2013 года на официальном сайте появились обратные отсчеты с обратным отсчетом до 10 августа 2013 года. В тот же день была выпущена вторая стабильная версия elementary OS «Luna», а также полный редизайн операционной системы и сайта.

### 0.3 Freya

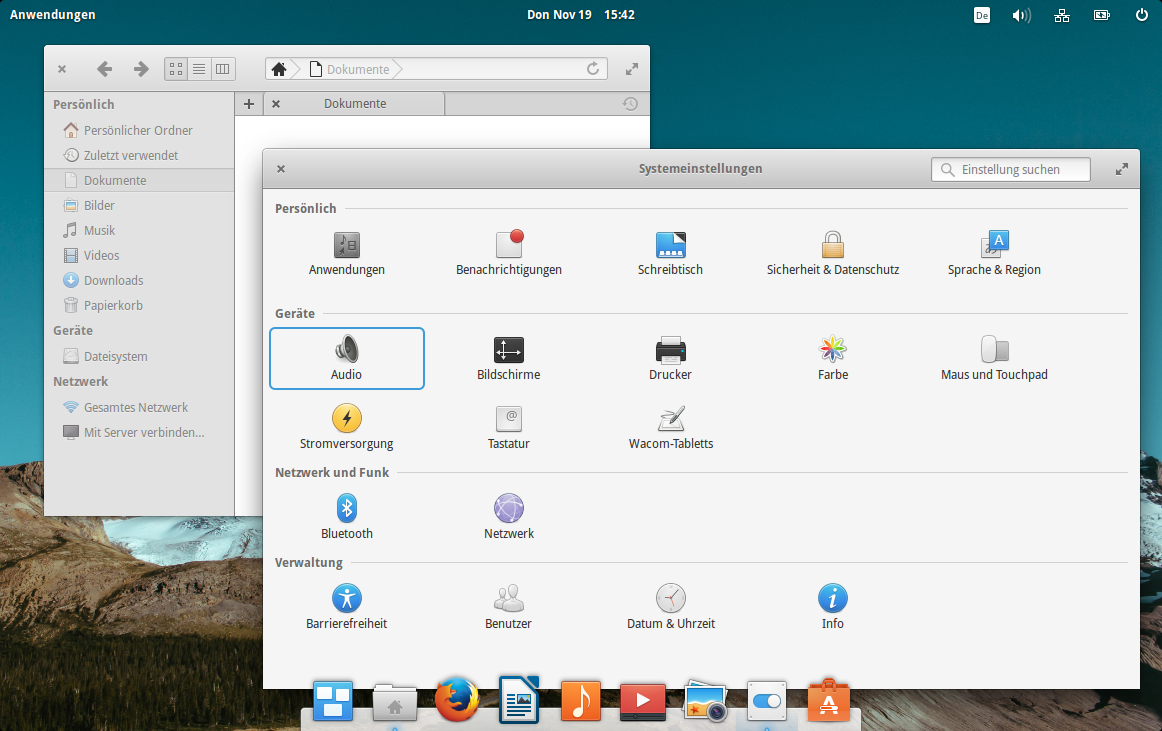
Скриншот Elementary OS 0.3 «Freya»

Название третьей стабильной версии elementary OS, Isis, было предложено в августе 2013 года Дэнилом Форе, руководителем проекта. Позднее, кодовое имя было изменено на Freya, чтобы избежать связи с террористической группой ИГИЛ. Версия основана на Ubuntu 14.04 LTS, которая была выпущена в апреле 2014 года. Первая бета-версия Freya была выпущена 11 августа 2014 года. Вторая бета-версия Freya была выпущена 8 февраля 2015 года. Окончательная версия была выпущена 11 апреля 2015 года, после того, как часы отсчета появились на веб-сайте за восемь дней до её выпуска.
В 2015 году, разработчики elementary OS изменили страницу загрузки и добавили запрос денежного пожертвования до появления прямой http-ссылки на загрузку текущей стабильной версии. Несмотря на то, что пользователь был в состоянии выбрать сумму сам или отказаться платить вовсе, это вызвало споры о допустимости такой практики и согласованности с философией FOSS.
Команда elementary OS оправдала своё действие тем, что «около 99,875 % пользователей загружают elementary OS без оплаты», а деньги необходимы для обеспечения дальнейшего развития дистрибутива.
В обзоре всех дистрибутивов Linux, блог Linux.com в начале 2016 года сказал, что elementary OS — «превосходный дистрибутив» в рынке дистрибутивов Linux. Автор отметил предысторию разработчиков, их влияние с macOS, и их философию определения приоритетов строгих правил проектирования и приложения, которые следуют этим правилам.

### 0.4 Loki
elementary OS 0.4 с кодовым именем «Loki» была выпущена 9 сентября 2016 года. Версия Loki была основана на Ubuntu 16.04 с долгосрочной поддержкой, выпущенной ранее в этом году, и имеет версию ядра Linux 4.4. В версии Loki обновили программу уведомления операционной системы и добавили несколько новых стандартных программ. Это позволяет пользователям устанавливать настройки для отображения их уведомлений. Обновлённые индикаторы панели уведомлений начали отображать информацию из уведомления — например, название электронного письма, а не общее предупреждение. Операционная система также добавила общесистемную интеграцию для онлайн-аккаунтов Last.fm и FastMail с другими сервисами в разработке.
В версии Loki был заменён веб-браузер Midori на Epiphany, браузер, который основывается на WebKit2. Когда проект Yorba с разработчиками приложения электронной почты Geary упразднился, elementary OS представила Geary как «Mail», и добавила новые визуальные и интеграционные функции. В новой функции календаря, пользователи могут описывать события на естественном языке, которые программа календаря интерпретирует и помещает в соответствующие поля времени и описания при создании событий.
elementary OS также создала собственное хранилище приложений, которое упрощает процесс установки и обновления приложений. Основатель проекта Дэнил Форе назвал AppCenter самой большой функцией в выпуске Loki и отметил его улучшение скорости, по сравнению с другими методами установки и преимуществами внутреннего развития для выхода из инструментов обновления Ubuntu. Разработчики версии Loki получили 9000 долларов во время своего развития — почти половину общего сбора средств фонда за грант.
Джек Валлен из Linux.com дал положительный отзыв о версии Loki как одном из самых элегантных и лучших дистрибутивов Linux. Он обнаружил, что изменения в веб-браузере и приложении магазина значительно улучшены, а клиент электронной почты привносит «столь необходимый глоток свежего воздуха» в стагнирующую область. В целом Валлен предположил, что существующие пользователи оценят отточенность версии, а для новых она станет идеальным введением в операционную систему.
Брайан Лундуке из Network World похвалил производительность, удобство использования, отточенность и лёгкую установку Loki, но считал, что она лучше подходит для новых пользователей Linux, чем для уже существующих.
В будущем планировалась простейшая поддержка операционной системы для автономных программ, таких как Snappy или Flatpak.
Команда elementary OS получила крупное пожертвование от анонимного донора в начале августа 2018 года. Пожертвование позволило команде разработчиков нанять дополнительного сотрудника на полную ставку и расширить долгосрочную жизнеспособность проекта.

### 5.0 Juno
elementary ОС 5.0 Juno была выпущена 16 октября 2018 года. Обновление вносит изменения в систему платных приложений AppCenter, а также функцию Night Light (с англ. — «ночной свет») для изменения цвета экрана ночью и настраиваемая черепица, а также ряд других новых функций для приложений Pantheon, для настольных ПК и elementary ОС. Обновление также содержит новую функцию «Housekeeping — Чистка системы» в настройках, которая удаляет не только временные файлы, но и ненужные файлы через заданный интервал времени.
Джек Валлен, пишущий для TechRepublic, похвалил обновление за внесение незначительных изменений и улучшение Локи. Джейсон Эванджело, пишущий для Forbes, назвал обновление элегантным, заявив, что «elementary OS 5.0 Juno действительно просто работает. И при этом выглядит абсолютно красиво». В рецензии от LinuxInsider обозреватель назвал операционную систему «весьма основательным дистрибутивом Linux», несмотря на то, что критиковал его за недостаток средств для опытных пользователей.
К ноябрю 2018 года Juno была скачана более 160 000 раз, при этом 1 % людей решили заплатить (чаще всего 10 долларов, чуть реже 1 доллар).
В рамках обновления, выпущенного в октябре 2019 года, elementary ОС начала поддерживать Flatpak, упрощая тем самым установку любого из множества доступных приложений Flatpak.

### 5.1 Hera
elementary ОС 5.1 Hera выпущена 3 декабря 2019 года. Обзор в официальном блоге elementary OS.

### 6.0 Odin
elementary OS 6.0 Odin получила обновленный внешний вид, включая улучшение типографики. Таблица стилей системы, которая влияет на все элементы интерфейса, была переписана полностью с нуля. Улучшен контраст между элементами интерфейса, улучшены тени, дизайн стал более продуманный. Реализована темная тема оформления. Добавлена абсолютно новая утилита для ведения списка дел — Tasks (Задачи).  Также система получила новый установщик, новую утилиту начальной настройки и поддержку новых мультитач-жестов.

### 6.1 Jólnir
elementary OS 6.1 Jólnir была выпущена 20 декабря 2021 года и получила имя в честь одно из имён Одина связанного с Йолем. Был переработан магазин приложений - теперь он полностью перешел на Flatpak пакеты вместо deb - пакетов, а так же получил обновленный дизайн. Панель с запущенными приложениями, вызываемая комбинацией клавиш Alt+Tab по многочисленным просьбам была перемещена в центр экрана, причем остальная область экрана теперь не затемняется. Настройки темной темы теперь работают и на GTK приложения. Также с помощью поисковой строки в меню приложений можно найти не только сами приложения, но и файлы, закладки, параметры настройки. Была добавлена утилита для автоматической очистки системы Housekeeping. Также был добавлен функционал в меню маштабирования интерфейса - теперь оно куда более детальное и гибкое. Также было обновлено приложение Mail.

### 7.0 Horus
elementary OS 7.0 Horus была выпущена 31 января 2023 года. В обновлении основное внимание уделяется AppCenter, новым функциям и настройкам, а также платформе разработчика. Эта версия основана на Ubuntu 22.04 LTS.

### 8.0 Circe
26 ноября 2024 года состоялся релиз elementary OS 8.0 Circe. Новая версия привнесла улучшенную многозадачность, интеграцию магазина приложений Flatpak и изменения в интерфейсе, направленные на инклюзивность.

## Релизы
| Цвет          | Значение                        |
| ------------- | ------------------------------- |
| красный       | устаревшая версия без поддержки |
| зелёный       | современная версия с поддержкой |
| синий         | актуальная версия               |
| тёмно-золотой | версия в разработке             |

| Версия | Название | Редакция | Основа кода           | Основа APT       | Дата выхода     |
| ------ | -------- | -------- | --------------------- | ---------------- | --------------- |
| 0.1    | Jupiter  | GNOME 2  | Ubuntu 10.11          | Ubuntu 10.10     | 1 апреля 2011   |
| 0.2    | Luna     | Pantheon | elementary OS Jupiter | Ubuntu 12.04     | 11 августа 2013 |
| 0.3    | Freya    | Pantheon | elementary OS Luna    | Ubuntu 14.04 LTS | 11 апреля 2015  |
| 0.3.1  | Freya    | Pantheon | elementary OS Luna    | Ubuntu 14.04 LTS | 3 сентября 2015 |
| 0.3.2  | Freya    | Pantheon | elementary OS Luna    | Ubuntu 14.04 LTS | 9 декабря 2015  |
| 0.4    | Loki     | Pantheon | elementary OS Freya   | Ubuntu 16.04 LTS | 9 сентября 2016 |
| 0.4.1  | Loki     | Pantheon | elementary OS Freya   | Ubuntu 16.04 LTS | 17 мая 2017     |
| 5.0    | Juno     | Pantheon | elementary OS Loki    | Ubuntu 18.04 LTS | 16 октября 2018 |
| 5.1    | Hera     | Pantheon | elementary OS Juno    | Ubuntu 18.04 LTS | 3 декабря 2019  |
| 6.0    | Odin     | Pantheon | elementary OS Juno    | Ubuntu 20.04 LTS | 10 августа 2021 |
| 6.1    | Jólnir   | Pantheon | elementary OS Juno    | Ubuntu 20.04 LTS | 20 декабря 2021 |
| 7.0    | Horus    | Pantheon | elementary OS Odin    | Ubuntu 22.04 LTS | 31 января 2023  |
| 7.1    | Horus    | Pantheon | elementary OS Odin    | Ubuntu 22.04 LTS | 3 октября 2023  |
| 8.0    | Circe    | Pantheon | elementary OS Horus   | Ubuntu 24.04 LTS | 26 ноября 2024  |